# 雲形定規

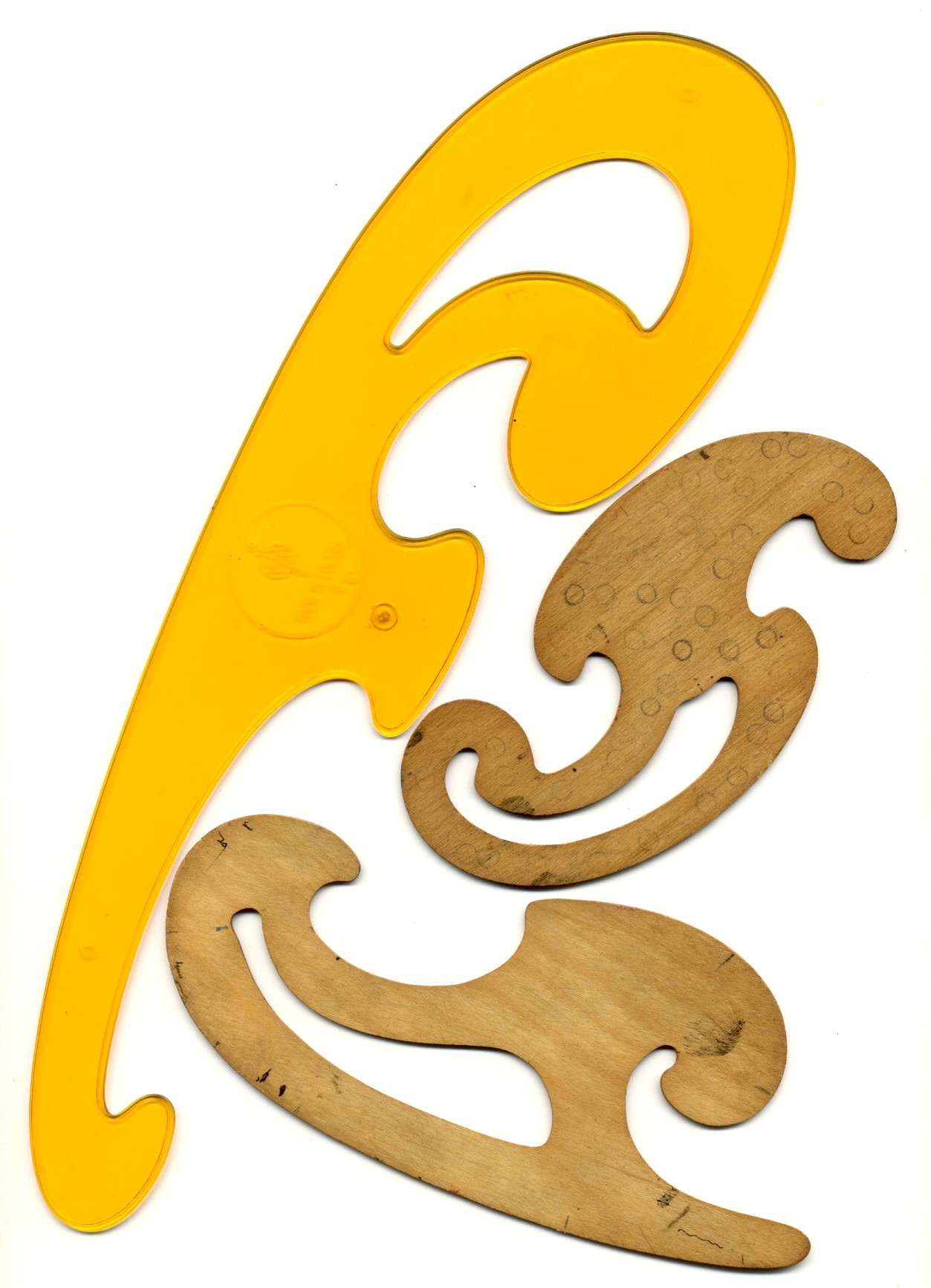
雲形定規

雲形定規（くもがたじょうぎ） は、曲線定規の一種。雲のような形をしている定規のセットで、CADにより曲線が自在に扱えるようになる以前にはよく使われていた、自由曲線の作図用の道具である。

## 使用法
雲形定規はコンパスやテンプレートでは描くことのできない曲線を描画する際に用いられる。複数の曲線をもつ複雑な形状の定規が数枚で一組になっている。
作図の際、曲線を通過させたい点列のうちで、連続する4点に一致する部分を探してあてがい、中央の2点間に線を引く、という操作を繰り返して、曲線を作図する。

## 製品
最も普及しているのは、特に用途を定めておらず、全長十数センチメートル程度の手頃な大きさで十枚程度がセットになったものだが、その他に、通常よりも曲線が多く枚数が少ない万能雲形定規、大型のものを描く造船定規、円弧を描く鉄道定規、などがある。
また雲形定規ではないが似た目的の定規に、任意の曲線に曲げることができ、描きたい曲線を自由に描いたり、連続した曲線を描いたりする自在曲線定規（自在定規）がある。
以前は木製であったが、ほとんどが透明の合成樹脂製となっている。